# Joseph Weizenbaum
Joseph Weizenbaum (Berlino, 8 gennaio 1923 – Gröben, 5 marzo 2008) è stato un informatico tedesco, si definì dissidente ed eretico dell'informatica.

## Biografia
Nato a Berlino da genitori ebrei emigrò negli Stati Uniti assieme alla propria famiglia nel 1935. Nel 1941 inizio a studiare matematica, i suoi studi furono interrotti dal suo arruolamento nel corso della seconda guerra mondiale.
Attorno al 1952 lavorò sui computer analogici e aiutò a creare il computer digitale della Wayne State University. Nel 1956 lavorò per la General Electric su ERMA un sistema di computer che vide l'introduzione delle scritte con inchiostro magnetico sugli assegni bancari, e che permise l'introduzione dell'elaborazione automatica degli stessi. Dal 1964 entrò nell'organico del MIT.
Negli anni sessanta pubblicò il programma ELIZA che simulava una conversazione con uno psicoterapeuta. Questo programma è divenuto famoso come il primo tentativo di riprodurre una conversazione naturale. Weizenbaum fu colpito dall'importanza che veniva attribuita al programma e questo lo portò a interessarsi degli aspetti filosofici legati alla creazione dell'Intelligenza artificiale.
Nel 1976 pubblicò Computer Power and Human Reason nel quale espose i suoi dubbi relativamente alla possibilità che dei computer dotati di intelligenza artificiale vengano usati per prendere delle decisioni importanti essendo gli stessi privi di compassione e saggezza. Ciò sarebbe conseguenza del fatto che tali macchine non crescerebbero in un ambiente emotivamente stimolante come una famiglia umana.
Weizenbaum fu il creatore del linguaggio di programmazione SLIP.

## Opere

### Monografie
- 1977: Computer Power and Human Reason. From Judgement to Calculation. W. H. Freeman and Company. Deutsch als Die Macht der Computer und die Ohnmacht der Vernunft, Suhrkamp, Frankfurt am Main, ISBN 3-518-27874-6 (auch ISBN 3-518-57456-6 – gebundene Ausgabe)
- 1984: Der Kurs auf den Eisberg oder nur das Wunder wird uns retten, sagt der Computerexperte. Zürich: Pendo-Verlag, ISBN 3-85842-087-5
- 1987: Kurs auf den Eisberg. Die Verantwortung des Einzelnen in der Diktatur der Technik (Serie Piper; 3. Auflage, 19. Tsd.), ISBN 3-492-10541-6
- 1990: Weizenbaum contra Haefner: Sind Computer die besseren Menschen? ISBN 3-85842-252-5 (auch Piper, München, ISBN 3-492-11470-9)
- 1993: Wer erfindet die Computermythen? Der Fortschritt in den großen Irrtum. Herder, Freiburg, ISBN 3-451-04192-8
- 1998: Erkenntnis und Information (mit Johannes Hartkemeyer). Reihe Denkbücher, Bd. 1, LIT Verlag, Münster u. a., ISBN 3-8258-4075-1
- 2001: Computermacht und Gesellschaft. Suhrkamp, Frankfurt am Main, ISBN 3-518-29155-6
- 2002: Vom Handeln im Netz. Dimensionen der Globalisierung (mit Omar Akbar und Anne Helfensteller; 2. Auflage). form+zweck Verlag, ISBN 3-935053-01-0
- 2003: Krieg ist der Feind – Die Verantwortung des Wissenschaftlers. 2-CD-Set, 116 Minuten. supposé, Köln, ISBN 3-932513-40-1  online (archiviato dall'url originale il 21 dicembre 2019).
- 2006: Wo sind sie, die Inseln der Vernunft im Cyberstrom? (mit Gunna Wendt). Herder, Freiburg, ISBN 3-451-28864-8
- 2015: Islands in the Cyberstream (with Gunna Wendt). Litwin Books, Sacramento, CA/USA, ISBN 978-1-63400-000-0

### Saggi (parziale)
- 1962, Knotted list structures, in Communications of the ACM, vol. 5, n. 3, 1962,  pp. 161-165, DOI:10.1145/367593.367617.
- 1963, Symmetric list processor, in Communications of the ACM, vol. 6, n. 9, 1963,  pp. 524-536, DOI:10.1145/367593.367617.
- 1964, mit Lynn Yarbrough, SLIP, in Communications of the ACM, vol. 7, n. 1, 1964,  p. 2, DOI:10.1145/363872.363877.
- 1964, More on the Reference Counter Method of erasing list structures, in Communications of the ACM, vol. 7, n. 1, 1964,  p. 38, DOI:10.1145/363872.363881.
- 1964, mit D. G. Bobrow, List Processing and Extension of Language Facility by Embedding, in IEEE Transactions on Electronic Computers, vol. 13, August 1964,  pp. 395-400, DOI:10.1109/PGEC.1964.263820.
- 1966, ELIZA – A Computer Program for the Study of Natural Language Communication between Man and Machine, in Communications of the ACM, vol. 9, n. 1, 1966,  pp. 36-45, DOI:10.1145/365153.365168.
- 1966, On-line User Languages, in Tidskrift for Informations Behandeling, vol. 6, 1966,  pp. –.
- 1967, Contextual understanding by computers, in Communications of the ACM, vol. 10, n. 8, 1967,  pp. 474-480, DOI:10.1145/363534.363545.
- 1969, Recovery of reentrant list structures in SLIP, in Communications of the ACM, vol. 12, n. 7, 1969,  pp. 370-372, DOI:10.1145/363156.363159.
- 1969, mit Slagle und Thompson, Eliza, in Communications of the ACM, vol. 9, n. 1, Januar 1969,  pp. –.
- 1970, mit Fenichel und Yochelson, A Program to Teach Programming, in Communications of the ACM, vol. 13, n. 3, 1970,  pp. 141-146, DOI:10.1145/362052.362053.
- 1977, A Response to Donald Michie (Book Review), in International Journal of Man-Machine Studies, vol. 9, n. 4, 1977,  pp. 503-505, DOI:10.1016/S0020-7373(77)80016-3.
- 1980, Die Rezeption des Buches „Die Macht der Computer und die Ohnmacht der Vernunft“, in GI Jahrestagung, Informatik-Fachberichte, vol. 33, 1980,  p. 65. URL consultato il 25 aprile 2021 (archiviato dall'url originale il 24 settembre 2014).
- 1993, Seven Year's Later: Computers in Schools, once again, in Informatics and Changes in Learning, IFIP Transactions, North-Holland Publ., A-34, 1993,  pp. 67-76.
- 2008, Social and Political Impact of the Long-term History of Computing, in IEEE Annals of the History of Computing, vol. 30, n. 3, 2008,  pp. 40-42, DOI:10.1109/MAHC.2008.58.